# イオンモール堺北花田
イオンモール堺北花田（イオンモールさかいきたはなだ）は、大阪府堺市北区に立地するイオンモール運営のモール型ショッピングセンター。

## 概要

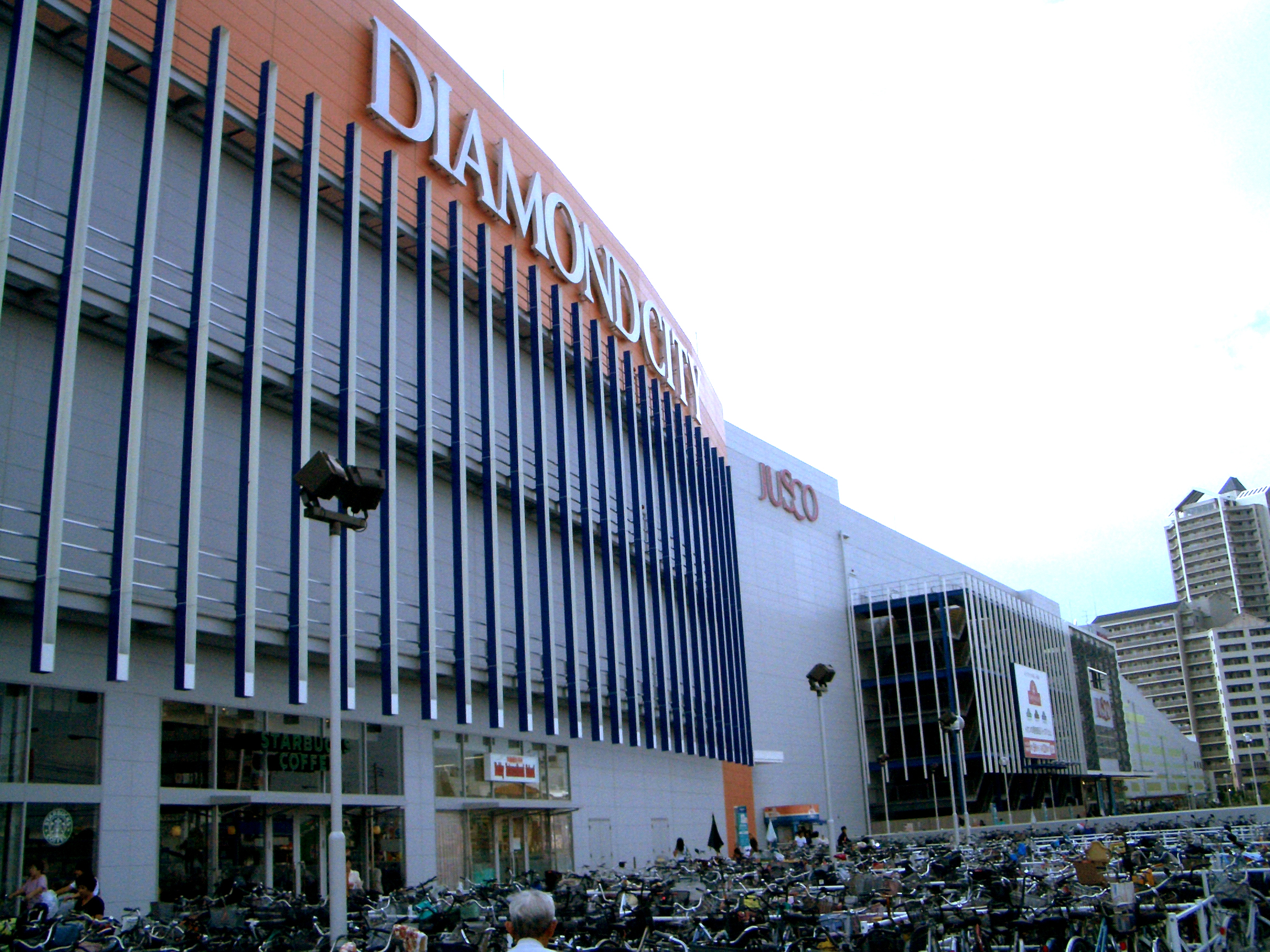
ダイヤモンドシティ・プラウ時代の外観

ダイヤモンドシティの1号店である東住吉ショッピングセンター（大阪市平野区、現・イオン喜連瓜破ショッピングセンター）の商圏を引き継ぐ店舗として、新日本製鐵（現・日本製鉄）花田社宅跡地に2004年（平成16年）10月28日にオープンした。
核店舗として「堺 北花田阪急」（百貨店）をモール街の中央西側に、「イオン堺北花田店」（総合スーパー）をモール街北側に配置・構成し、モール街にはファッション、レストラン、ファーストフードをはじめ書店やCDショップ、旅行代理店まで各種店舗が揃う。週末を中心に各種イベントも開催される。
2007年9月22日に、運営会社のダイヤモンドシティがイオンモールと合併したことに伴い、名称が「ダイヤモンドシティ・プラウ（DIAMOND CITY prou）」から「イオンモール堺北花田プラウ」に変更。さらに、2011年10月21日に現名称へ再改称された。
2017年7月31日、堺 北花田阪急が閉店、その後の改装で無印良品やユニクロ等が入居している。

## テナント
2022年4月12日現在
出店テナント全店の一覧・詳細情報は公式サイト「ショップガイド」を、営業時間およびATMを設置する金融機関の詳細は公式サイト「営業時間・サービス案内」を参照。
- イオン堺北花田店
- 無印良品
- ユニクロ
- GU
- エディオン
- 紀伊國屋書店
- PETEMO
- カルディコーヒーファーム
- KEYUCA
- ASBee
- ライトオン
- ムラサキスポーツ
- PLAZA
- ココカラファイン
- コンタクトのアイシティ
- JINS
- ヴィレッジヴァンガード
- キャンドゥ
- モーリーファンタジー

### 過去のテナント
- 堺 北花田阪急
- タワーレコード

## アクセス
Osaka Metro 御堂筋線北花田駅最寄り。
詳細は公式サイト「電車・バスでのアクセス」を参照。